# Psittacula
Psittacula es un género de aves psitaciformes perteneciente a la familia Psittaculidae. Lo forman varias especies de cotorras que viven principalmente en el sur de Asia, aunque algunas también pueblan África y ciertas islas del Índico. Entre ellas destaca la cotorra de Kramer (P. krameri), que vive en Asia y África y se cría en cautividad desde la antigüedad. El nombre de Psittacula es un diminutivo de Psittacus que significa loro en latín.

## Especies
El género contiene 16 especies, tres de las cuales se han extinguido:
- Psittacula exsul † - cotorra de Newton;
- Psittacula wardi † - cotorra de las Seychelles;
- Psittacula bensoni † - loro gris de Mauricio;
- Psittacula eques - cotorra de Mauricio;
- Psittacula krameri - cotorra de Kramer;
- Psittacula eupatria - cotorra alejandrina;
- Psittacula cyanocephala - cotorra ciruela;
- Psittacula roseata - cotorra carirrosa;
- Psittacula himalayana - cotorra del Himalaya;
- Psittacula finschii - cotorra de Finsch;
- Psittacula columboides - cotorra de Malabar;
- Psittacula calthropae - cotorra de Ceilán;
- Psittacula derbiana - cotorra de Derby;
- Psittacula alexandri - cotorra pechirroja;
- Psittacula longicauda - cotorra colilarga;
- Psittacula caniceps - cotorra de Nicobar.
- Psittacula intermedia - cotorra intermedia

La cotorra intermedia (P. intermedia), encontrada en el norte de la India y que era considerada un ave enigmática por conocerse solo unos pocos ejemplares, resultó ser un híbrido entre la cotorra del Himalaya (P. himalayana) y la cotorra ciruela (P. cyanocephala).
La taxonomía de P. eques también ha resultado confusa. Se considera extinguida en Reunión desde 1770, con tan pocas evidencias que se dudó incluso de su existencia. Se conocía solo por descripciones y por ilustraciones dibujadas a partir de ejemplares vivos o disecados. Hasta que se descubrió una piel en el Museo Real de Escocia que hacía referencia explícita a un libro de aves de Reunión. Actualmente se considera que pertenecen a la misma especie que las actuales cotorras de Mauricio, que anteriormente se denominaban (P. echo), pero que debido a la preeminencia del nombre anterior eques ahora son nombradas como P. eques echo.